# Je couche avec mon assassin
Pour plus de détails, voir Fiche technique et Distribution.
Je couche avec mon assassin (Ich schlafe mit meinem Mörder)  est un thriller érotique franco-ouest-allemand réalisé par Wolfgang Becker et sorti en 1970.

## Synopsis
Le concessionnaire automobile munichois Jan, un homme à la voiture de sport bleue et dans la force de l'âge, a épousé la riche Angela. Elle lui a trouvé un poste de gérant dans son entreprise. Alors qu'elle voit en lui un amant sexuellement à son service, sur le caractère et la fidélité duquel elle ne se fait pas trop d'illusions, les intérêts de Jan vis-à-vis de sa cynique épouse sont purement financiers : il espère que son mariage avec Angela lui apportera une ascension sociale et beaucoup d'argent, qu'il compte bien faire fructifier avec une autre femme, nettement plus jeune et plus séduisante, la blonde Gina. Mais il doit bientôt enterrer ses espoirs, d'autant plus qu'Angela tient son époux à l'écart, dont elle a appris depuis longtemps les infidélités, et que sa vie de luxe espérée se déroule en grande partie dans une cage dorée.
Jan a l'intention de s'échapper de cette cage et, comme il n'a pas l'intention de supporter l'alcoolisme et l'obsession sexuelle d'Angela, il veut assassiner sa femme. Celle-ci n'avait-elle pas déclaré clairement : « Tu ne tireras pas un sou de moi en cas de divorce » ? Et sa réplique n'était-elle pas la suivante : « Je n'ai pas parlé de divorce. Pour toi, ma beauté, il faut trouver autre chose ». Avec sa maîtresse, Jan, qui s'était déjà entraîné à tirer sur une statue pendant la nuit, élabore un plan de meurtre perfide. Tout semble fonctionner, mais au dernier moment, la situation se retourne de manière surprenante...

## Fiche technique
- Titre original allemand : Ich schlafe mit meinem Mörder[1]
- Titre français : Je couche avec mon assassin ou L'Amour, la Mort et le Diable ou Trio pervers[2]
- Réalisation : Wolfgang Becker
- Scenario : Werner P. Zibaso, Willibald Eser
- Photographie :	Rolf Kästel
- Montage : Jan Catell
- Musique : Martin Böttcher
- Production : Wolf C. Hartwig, Ludwig Spitaler, Jacques Willemetz
- Société de production : Rapid Film, Hartwig, Films Jacques Willemetz
- Pays de production :  France -  Allemagne de l'Ouest
- Langue originale : allemand
- Format : couleur par Eastmancolor - 1,66:1 - Son mono - 35 mm
- Durée : 84 minutes
- Genre : thriller érotique
- Dates de sortie :
  - Allemagne de l'Ouest : 22 décembre 1970
  - France : 7 juillet 1971

## Distribution
- Harald Leipnitz : Jan
- Ruth Maria Kubitschek : Angela
- Véronique Vendell : Gina
- Peter Capell : Vanetti
- Friedrich Joloff : l'inspecteur
- Ellen Umlauf : Chanteuse
- Wolf Harnisch : Burckhardt
- Rosl Mayr : la femme de ménage
- Wolfgang Becker : le chauffeur